# Broadway (film, 2022)
Pour les articles homonymes, voir Broadway (homonymie).
Broadway est un film greco-franco-roumain réalisé par Chrístos Massalás sorti en 2022.

## Fiche technique
- Titre : Broadway
- Réalisation : Chrístos Massalás
- Scénario : Chrístos Massalás
- Musique : Gabriel Yared
- Durée : 97 minutes
- Genre : Drame
- Date de sortie : France 1er juin 2022
- Langue : Grec

## Distribution
- Elsa Lekakou : Nelly
- Foivos Papadopoulos : Barbara
- Stathis Apostolou : Markos
- Rafael Papad ; Rudolph
- Salim Talbi : Mohammad
- Hristos Politis : Locksmith
- Nicos Arvanitis
- Pantelis Dentakis